# シルクロードタウン21
シルクロードタウン21（シルクロードタウンにじゅういち）は、奈良県奈良市の西日本旅客鉄道（JR西日本）奈良駅周辺の再開発地域。正式名称は大和都市計画事業（奈良国際文化観光都市建設事業）JR奈良駅周辺土地区画整理事業。住所表記上は、奈良市三条本町及び、三条宮前町の一部にあたる。

## 概要
日本国有鉄道（国鉄）奈良駅西側はかつて奈良運転所であったが、関西本線や奈良線、桜井線電化後は不要となり廃止された。バブル期には、奈良駅を橋上駅舎化する計画（のち高架化に変更）も上がり、同時に奈良市が駅周辺を再開発することを計画。近鉄奈良駅を中心とする旧市街と、新大宮駅を中心とする新市街の中間地点に、新都心形成を目指した。

## 沿革

### バブル崩壊以前
JR奈良駅周辺土地区画整理事業は1988年2月5日に都市計画決定が成された。駅西口にはロータリー北にホテルを核とした再開発ビル、ロータリー南側には百貨店を核とする商業施設、駅向かいには市民ホールが計画された。1989年にはシルクロードタウンをメイン会場として1998年に建築家の黒川紀章を総合プロデューサーとする世界建築博覧会を開催することを発表。この為、駅西側には著名な建築家による建築が多数計画された。

### バブル崩壊後
バブル期に各地で計画された再開発計画の例に漏れず、バブル崩壊後にはシルクロードタウン計画も難航することとなった。
不況のあおりを受け、世界建築博の開催予定年であった1998年になっても、ダイエー系のオリエンタルホテルと三井不動産系の三井不動産ホテルマネジメントが競った結果、三井ガーデンホテルが進出することとなった再開発ビルと、市民ホール「なら100年会館」、コミュニティ住宅と称する市営住宅が完成した以外、ほとんどの敷地が更地のままであった。この為、市は世界建築博の開催を「2010年までに開催」に変更。1999年には開催そのものを中止した。
百貨店の誘致も難航し、2000年12月に奈良そごうが閉店すると、誘致はより困難なものとなり、2001年には誘致そのものが中止され、百貨店誘致検討委員会も解散となった。
2005年、奈良市は百貨店誘致予定地で遊休地となっていた南側の土地に教育センターや保健所を含む複合施設の建設を発表。また、2007年には同じく百貨店誘致予定地の北側の遊休地に外資系ホテル「コートヤード・バイ・マリオット」の誘致を発表。両方とも平城遷都1300年にあたる2010年の完成を目指していた。駅東側では、ジェイアール西日本不動産開発による再開発ビル「JR奈良駅NKビル」が2009年2月に開業。2010年には奈良駅の完全高架化（2008年6月に一部高架化）も計画されており、奈良市の玄関口としての整備が続けられているが、遊休地への外資系ホテルの誘致が2009年に頓挫するなど、2008年以後の世界的な経済不況の影響を受けており、西口は未だに広い遊休地が残る状態である。

## 主な施設

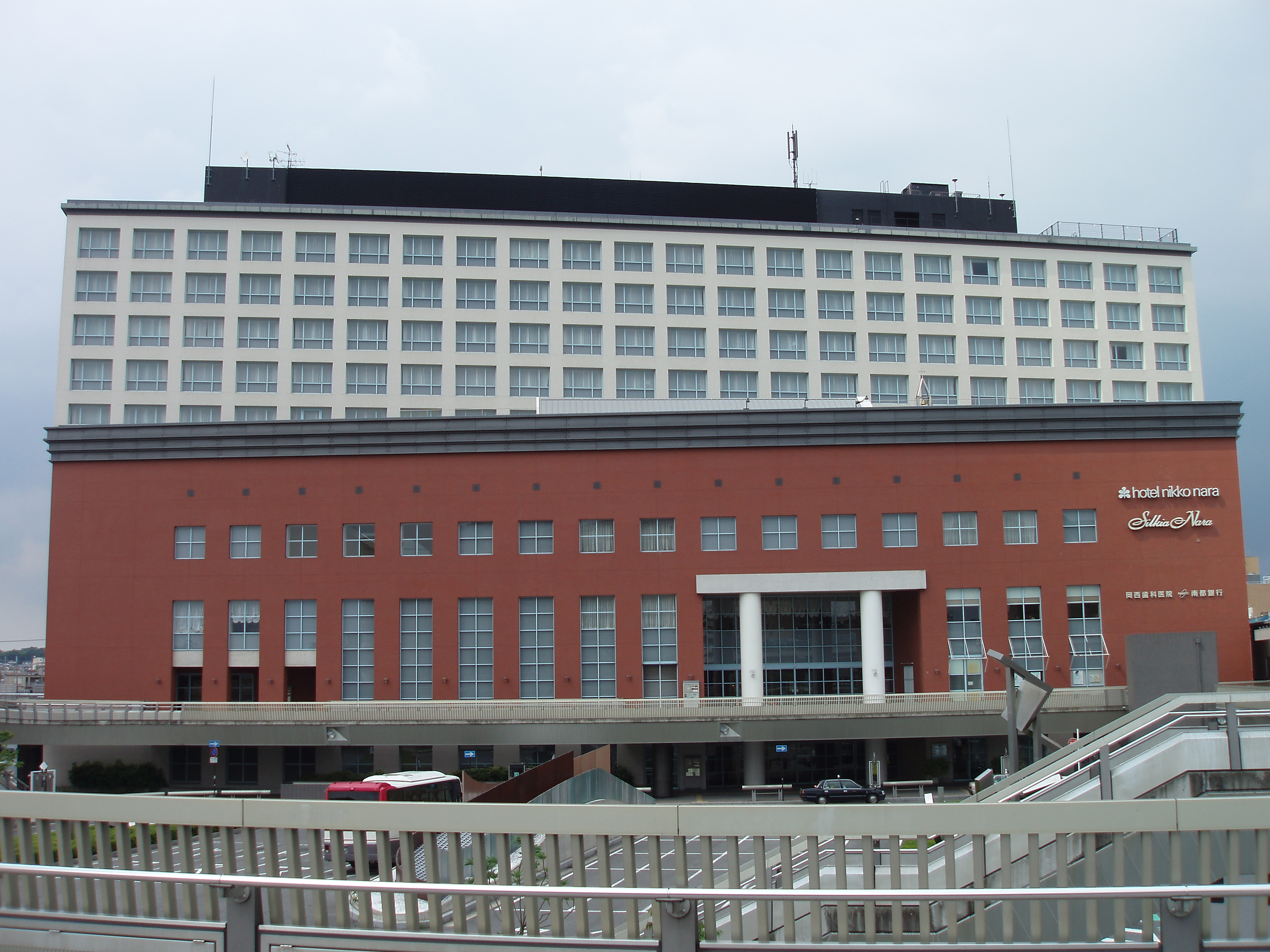
ＪＲ奈良駅前再開発第一ビル

- JR奈良駅前再開発第一ビル（アルド・ロッシ設計）
  - ホテル日航奈良（旧三井ガーデンホテル奈良）
  - シルキア奈良
  - 国連世界観光機関アジア太平洋センター
- なら100年会館（磯崎新設計）
- コミュニティ住宅（黒川紀章設計）
- ウィライブ奈良駅前（集合住宅）
- サンホテル奈良
- JR奈良駅NKビル
  - りそな銀行新奈良営業部
  - スーパーホテルLOHAS JR奈良駅
- 京都銀行奈良支店
- 奈良市保健所・教育総合センター（はぐくみセンター）
- ピアッツァホテル奈良
- ピアッツァコート奈良駅前(集合住宅)
- ダイワロイヤルホテルD-PREMIUM奈良